# Таракановский мост (Таракановка)
Таракановский мост — несохранившийся каменный арочный мост через реку Таракановку, располагавшийся в створе Петергофской дороги на площади у Нарвских триумфальных ворот в Санкт-Петербурге. Каменный трёхпролётный мост был построен к 1775 году взамен деревянного моста, существовавшего с 1710-х годов. В 1834 году выполнен ремонт моста, установлены чугунные перила взамен гранитных парапетов. В 1920-х годах засыпан вместе с участком Таракановки, в 1979 окончательно разобран при строительстве подземного пешеходного перехода. Рисунок перильного ограждения использован для перил 2-го Садового моста через Мойку.

## Название
В документах середины XVIII — начала XIX века мост назывался Тентелевским или Чечериным, по прежнему наименованию реки — Тентелевка или Чечериновка. В путеводителях по Петербургу середины XIX века мост называется Петергофским. С 1860 года за мостом закрепилось название Таракановский.

## История

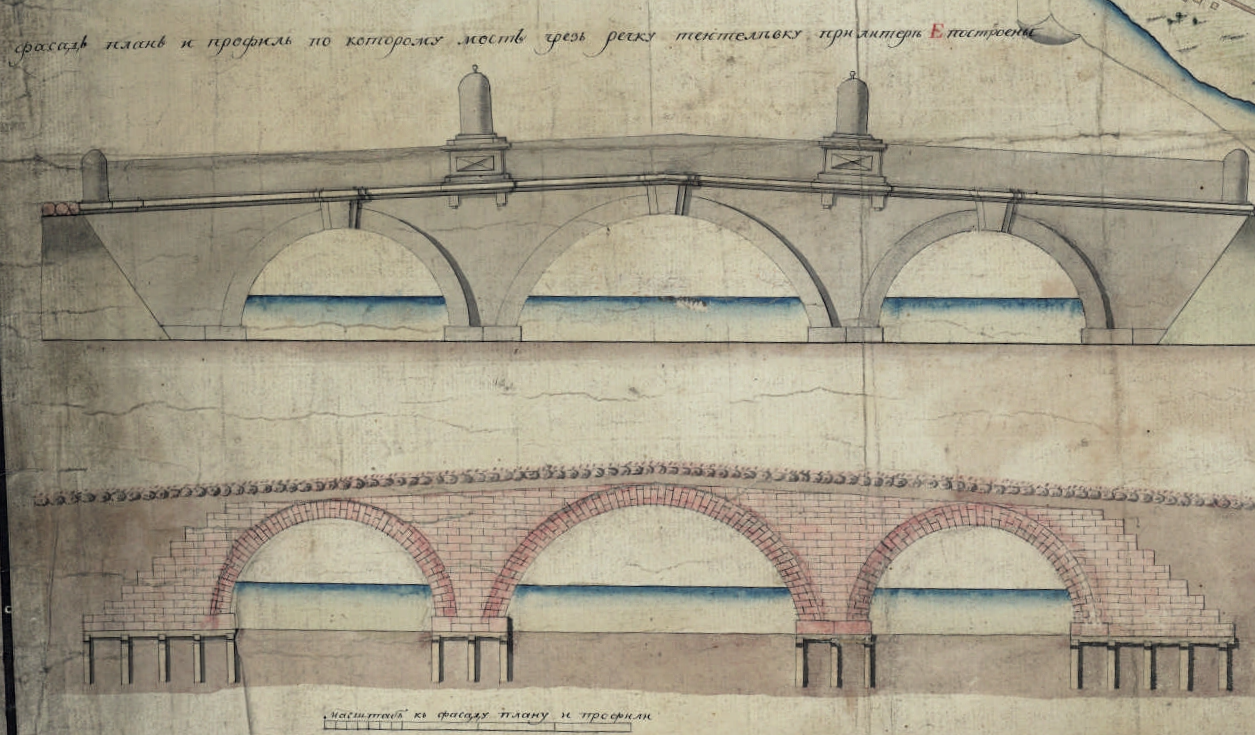
Отчётный чертёж моста, 1775 год

Первый деревянный мост в створе Петергофской дороги был построен в 1710-х годах. В 1754 году выполнен ремонт моста. В 1770-х годах начались работы по реконструкции Петергофской дороги. Насыпь дороги была поднята, а деревянные мосты заменялись на новые – каменные арочные. К 1775 году через Таракановку был построен каменный трёхпролётный мост, который имел характерный «горбатый» профиль. Сооружение имело гранитные парапеты и было украшено невысокими цилиндрическими обелисками, установленными над промежуточными опорами.
11 (22) июня 1813 года у моста состоялась встреча кортежа с телом генерал-фельдмаршала М. И. Кутузова. Процессию встречали митрополит Новгородский и Санкт-Петербургский Амвросий, главнокомандующий в Санкт-Петербурге генерал от инфантерии С. К. Вязмитинов, управляющий Военным министерством генерал от инфантерии князь А. И. Горчаков, член Государственного совета генерал от кавалерии А. П. Тормасов, а также министры, сенаторы, знатные особы, военные и гражданские чиновники, дворяне, купцы и «всякого звания народ в бесчисленном множестве». Здесь же была отслужена лития, после чего процессия направилась в Казанский собор.

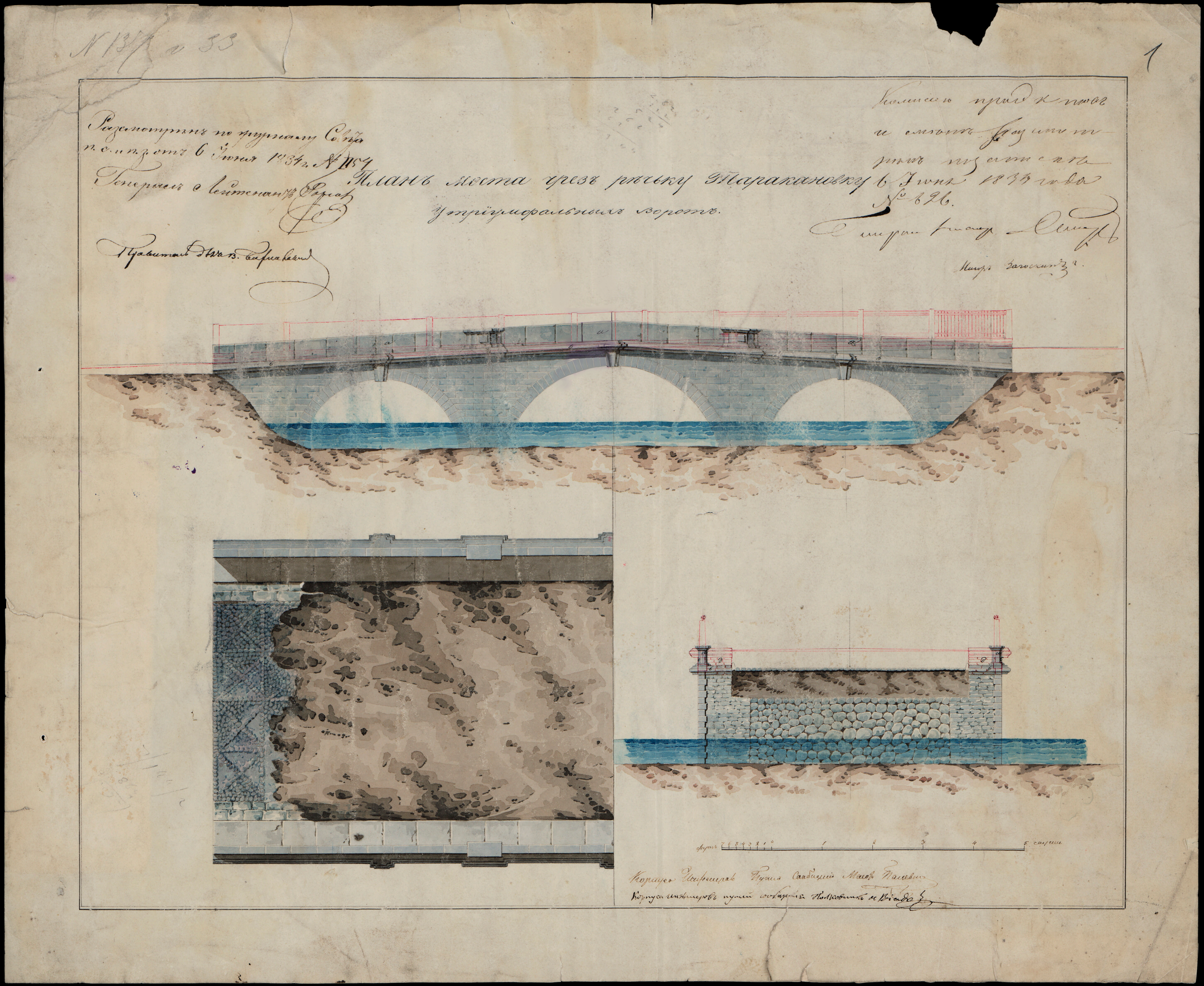
Проект перестройки моста, 1834 год

В конце 1820-х годов архитектор В. П. Стасов начал разработку проекта Нарвских триумфальных ворот (взамен временных, построенных в 1814 году). Ворота предполагалось установить на границе города — у моста у через Таракановку. Архитектор предложил частично перепланировать территорию и изменить профиль прилегающего участка дороги и проезжей части моста. Специальный раздел сметы, составленной Стасовым, предусматривал расходы на реконструкцию Таракановского моста: предполагалось снять старые каменные парапеты, поправить забутовку сводов и установить новые карнизы, тротуары на чугунных кронштейнах и перильные решётки. 
Однако из-за нехватки средств комитет, ведавший постройкой Триумфальных ворот, предложил поручить ремонт моста ведомству путей сообщения. В июне 1834 года был утверждён проект реконструкции Таракановского моста, разработанный майором Корпуса инженеров путей сообщения П. Н. Патцевичем. В процессе работ были полностью сохранены своды моста, но верхняя его часть переделана: прежний «горбатый» профиль заменили ровной площадкой с небольшим плавным подъёмом в сторону ворот. Вместо каменных парапетов были установлены чугунные перильные решётки художественного литья, рисунок которых перекликался с архитектурными формами Триумфальных ворот, усиливая композиционное взаимодействие сооружений в едином ансамбле.
Историк архитектуры В. Я. Курбатов приписывал авторство рисунка перил Стасову. Однако, как установил инженер-мостостроитель А. Л. Пунин, перила были созданы на основе «образцового проекта решёток для мостов и труб на Московском шоссе», разработанного в 1831 году.
9 (22) января 1905 года, в «кровавое воскресенье», у моста эскадрон конно-гренадер и две роты Иркутского 93-го пехотного полка расстреляли шествие рабочих, возглавляемое священником Георгием Гапоном. В результате было около 40 убитых и тяжелораненых.
В 1920-х годах было засыпано русло Таракановки на участке от Обводного канала до парка Екатерингоф, на месте Таракановского моста был разбит сквер. Перила моста не сохранились, в 1929 году газета Ленинградская правда писала, что «от рабочих» поступило предложение отправить чугунные ограждения в «лом». В 1961 году по предложению главного инженера Ленмостотреста П. П. Степнова по проекту архитекторов-реставраторов И. Н. Бенуа, А. Е. Полякова и скульптора Г. Ф. Цыганкова были отлиты новые чугунные ограждения для моста через Мойку, рисунок которых повторял перила Таракановского моста. Для создания проекта были использованы несколько фотографий решётки Таракановского моста, найденные в альбомах Государственной инспекции по охране памятников Ленинграда.
Долгое время считалось, что мост был разобран в 1920-х при засыпке русла Таракановки. В октябре 1979 года при строительстве подземного пешеходного перехода на площади Стачек были обнаружены сохранившиеся своды моста. По инициативе А. Л. Пунина архитектором М. А. Садовским был составлен эскизный проект включения конструкций моста в пешеходный тоннель. Тоннель предполагалось пропустить сквозь пролёты, выходы из тоннеля к Триумфальной арке разместить по сторонам моста, раскрыв тем самым его фасады, а на поверхности установить прежние перила.
Однако техническое состояние сводов моста оказалось очень плохим. Кроме того, трасса пешеходного тоннеля попала не в средний пролёт, а в боковой с недостаточными габаритами. Строители, которых поджимали жёсткие сроки, самовольно начали ломать старую кладку. Сохранилась лишь часть опор. Перед разборкой удалось выполнить фотофиксацию сооружения и частичный обмер.

## Описание
Мост был трёхпролётным каменным арочным. Схема разбивки на пролёты: 5,3 + 8,5 + 5,3 м. Арки сложены из известняка, средняя арка была шире и выше боковых. Своды очерчивались по кривой постоянного радиуса. Боковые поверхности моста были облицованы гладко отëсанными известняковыми плитами. Контуры арок подчёркивались архивольтами, их дополняли «пучковые» замковые камни, доходящие до «кордонного камня» — карнизного выступа, завершающего фасад и выделяющего в его облике очертания проезжей части. Опоры были на свайном основании. По оценке А. Л. Пунина, и по общим принципам архитектурной компоновки, и по проработке деталей эта постройка была близка к стилистике петербургских мостов конца 1760—1770-х годов. Проезжая часть была булыжная, на тротуарах уложены гранитные плиты. Тротуары ограждались от проезжей части гранитными цилиндрическими тумбами. На мосту были установлены чугунные литые решётки, в их рисунках были использованы атрибуты воинской доблести: изображения античных мечей, шлемов, щитов, дротиков.
С низовой стороны располагался деревянный ригельно-подкосный мост, построенный в конце XIX века и предназначенный для движения конки (впоследствии – трамвая). Согласно инвентарной описи 1903 года длина моста составляла 21,3 м, ширина — 3,75 м.

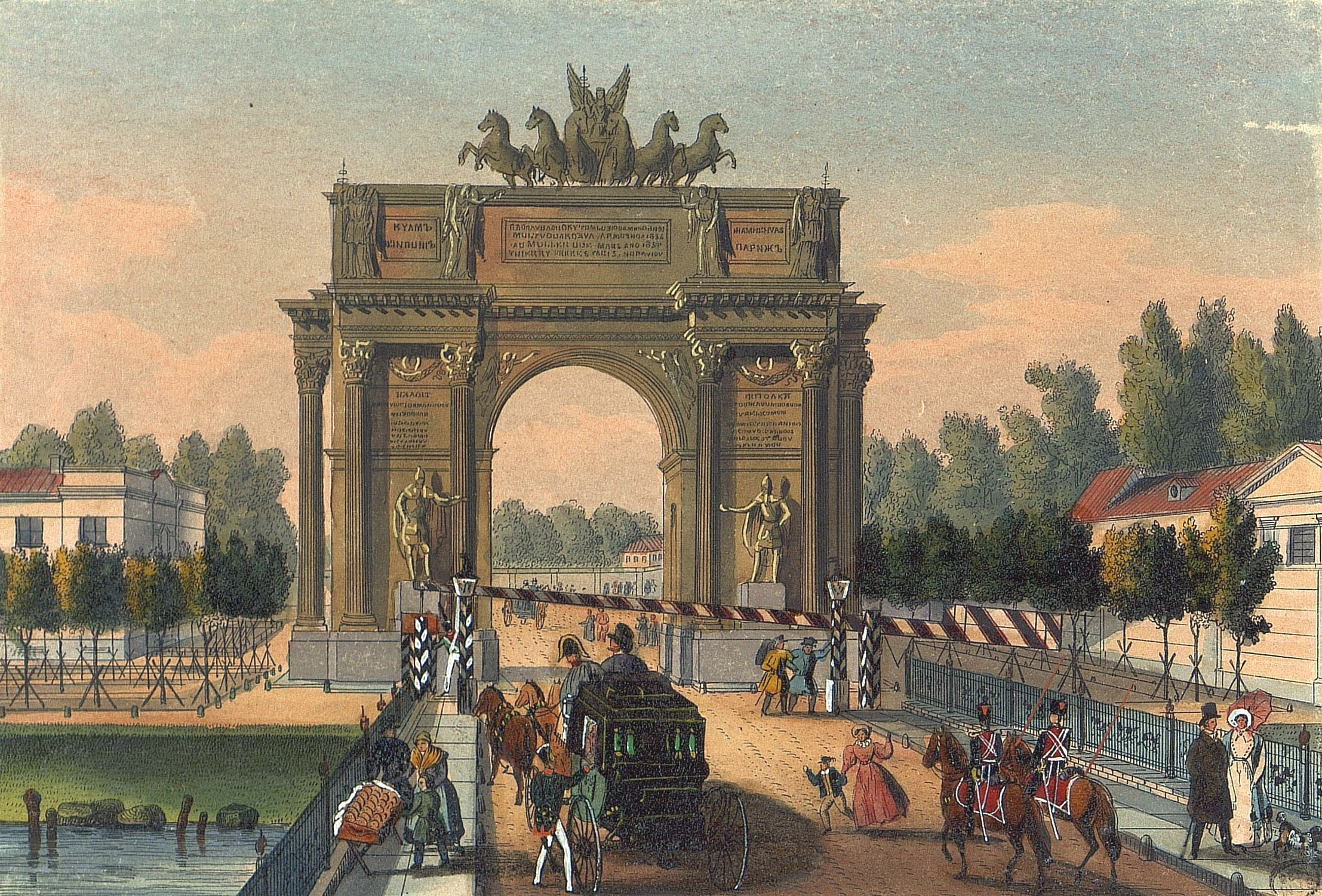
Мост и Нарвские ворота. Литография К. П. Беггрова, 1830—1840-е
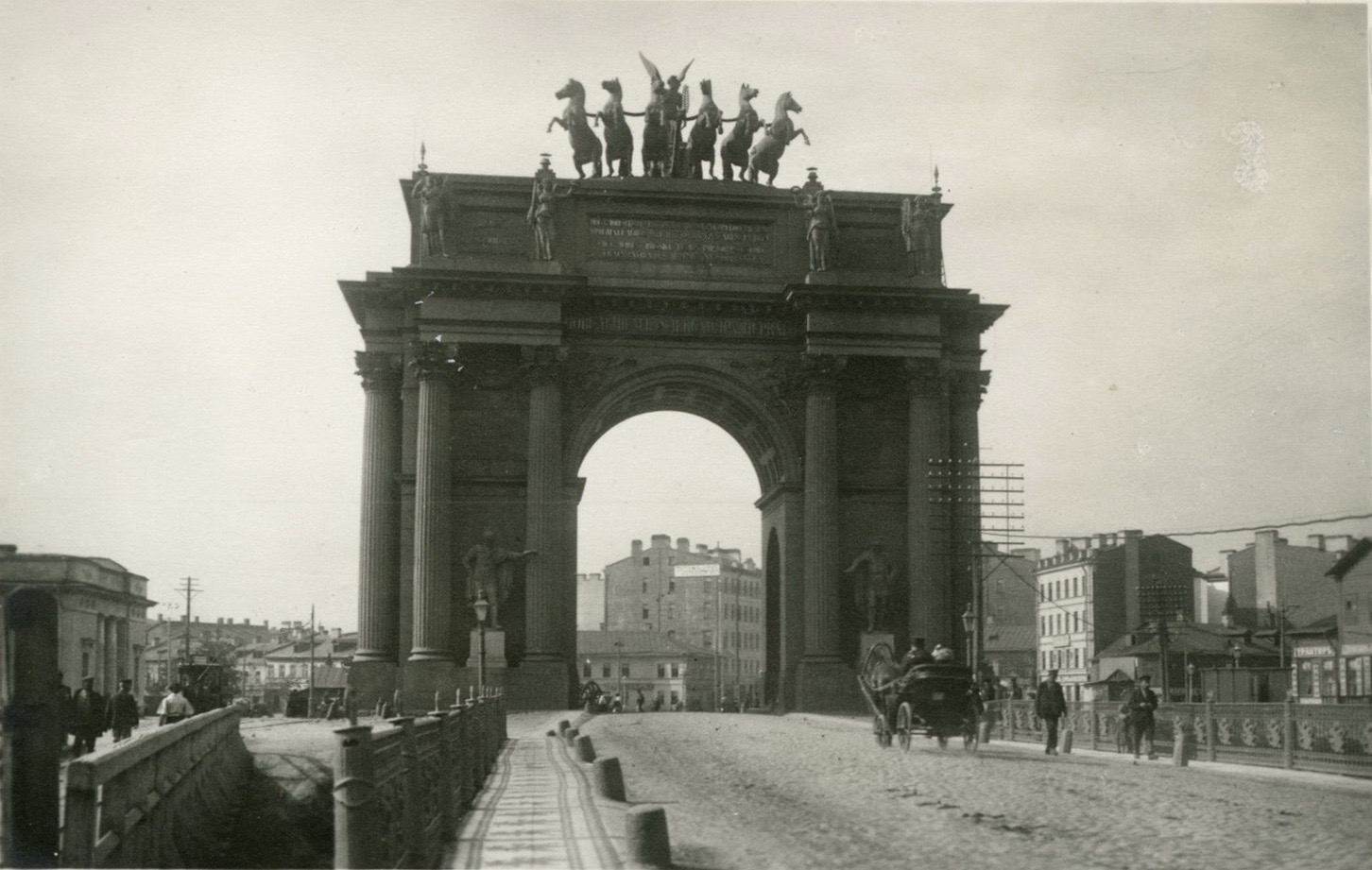
Общий вид моста, 1910-е
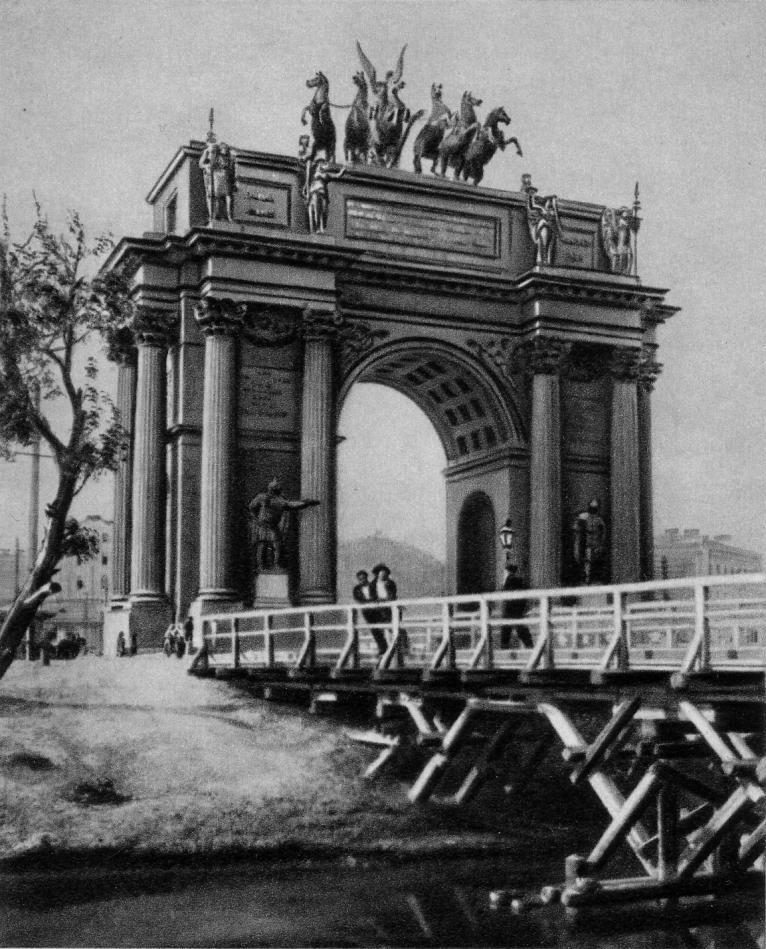
Конно-железнодорожный мост, 1910-е
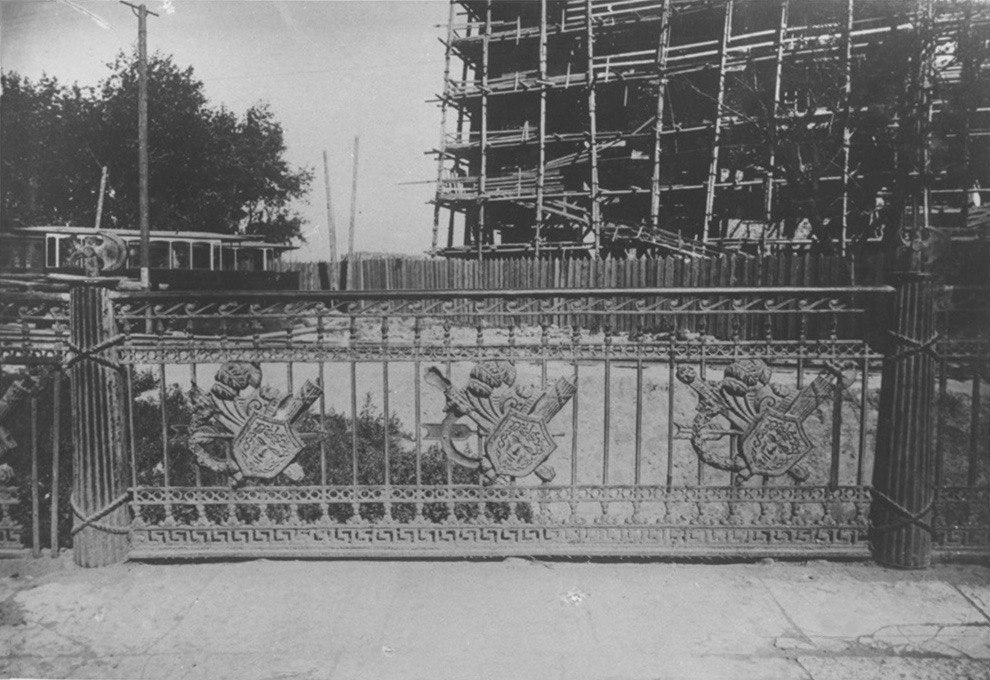
Решётка моста, фото 1926 года